# (8995) 1981 EB9
(8995) 1981 EB9 (1981 EB9, 1978 TG1) — астероїд головного поясу, відкритий 1 березня 1981 року.
Тіссеранів параметр щодо Юпітера — 3.358.